# Strypnålskinn
Strypnålskinn (Tubulicrinis strangulatus) är en svampart som beskrevs av K.H. Larss. & Hjortstam 1986. Strypnålskinn ingår i släktet stiftskinn och familjen Tubulicrinaceae.  Arten är reproducerande i Sverige. Inga underarter finns listade i Catalogue of Life.